# Televiziunea Română
Televiziunea Română, ofta förkortat TVR, är det statliga public service-företaget i Rumänien grundat den 31 december 1956. Den driver nio kanaler: TVR 1, TVR 2, TVR 3, TVR Cultural, TVR Folclor, TVR Info, TVRi, TVR Moldova och TVR Sport. TVR Moldova, står för sändningar även i Moldavien.
TVR 1 täcker totalt 99,8% av den rumänska befolkningen, och TVR 2 har 91% nationell täckning. Alla andra kanaler och nätverk sänder enbart i större befolkningscentra. Även om det inte har den största publiken, på grund av dominansen av de fem privata TV-nätverken, erbjuder det ett bredare utbud av tjänster, inklusive webbsändningar och internationell visning via TVRi. Från och med november 2019 sänder TVR 1 och TVR 2 i full HD.

## Historia
TVR grundades 1956 i huvudstaden Bukarest och hade sina första sändningar på nyårsafton den 31 december från en liten byggnad på Molière Street 2. Detta blev startskottet för en lång tradition av att arrangera en årlig nyårsspecial på denna kanal, som också inte bara fungerar som ett sätt att hedra det senaste årets prestationer och händelser, utan också som årsdagen av början av TV-sändningarna i Rumänien.
TVR flyttade 1969 till en ny byggnad, ett specialbyggt TV-center på Calea Dorobanților. Det ritades av arkitekten Tiberiu Ricci och har sedan dess fungerat som nätverkets huvudkontor där de viktigaste studiorna och kontoren finns.
En andra kanal, TVR 2 , skapades 1968, ursprungligen känd som Programul 2, och omedelbart efteråt blev TVR Programul 1. TVR2 avbröts 1985 på grund av det "energisparprogram" som initierades av Nicolae Ceaușescu och TVR1 blev den enda TV-stationen i Rumänien vid den tiden, fram till den rumänska revolutionen 1989, vilket motsvarade kommunismens fall i de återstående östblockländerna samma år. Från 1966 till 1980 hade TVR en öppen programpolicy. Många filmer, serier, tecknade serier och andra program från väst, såsom program från USA och Västeuropa, sändes på de två huvudkanalerna.
Under den rumänska revolutionen 1989 var TVR en viktig fokuspunkt för händelserna under revolutionen. På eftermiddagen den 22 december 1989 ockuperade rebeller TVR-byggnaden och meddelade att Ceaușescus hade flytt. TVR bytte namn till "Televiziunea Română Liberă" (TVRL), eller Fri rumänsk television. Den 17 februari 1990 återupptog TVR2 sina sändningar och TVRL blev TVR1.
Den 2 december 2006 var Rumänien värd för Junior Eurovision Song Contest. Den rumänska programföretaget valdes av Europeiska radio- och TV-unionen (EBU) att arrangera den fjärde upplagan av tävlingen. I augusti 2008 förvärvade TVR sändningsrättigheterna för UEFA Champions League i Rumänien, för de följande tre säsongerna (mellan säsongen 2009–10 och 2011–12).
Den 19 april 2016 rapporterades det att Rumäniens deltagande i Eurovision Song Contest var osäker på grund av TVR:s upprepade underlåtenhet att betala skulder till EBU på totalt 14,56 miljoner euro, som går tillbaka till januari 2007. EBU hade utfärdat en tidsfrist till den rumänska regeringen som krävde att den skulle vidta åtgärder för att återbetala skulden senast den 20 april, annars riskerade de uteslutning från tävlingen. Två dagar senare meddelade de att EBU, efter att regeringen inte uppfyllt tidsfristen, hade dragit tillbaka alla medlemstjänster från TVR: dessa inkluderade – utöver TVR:s deltagande i Eurovision Song Contest – tillgång till Eurovision News och Sports News Exchanges, rätten att sända specifika sportevenemang och rätten att dra nytta av EBU:s juridiska, tekniska, forsknings-, expertis- och lobbytjänster.
TVR återvände för att delta i tävlingen 2017, efter att ha ingått en överenskommelse med EBU om att betala sin skuld. 
Fyra nya kanaler exklusiva för TVR+ lanserades 2025.